# Madonna della Scala (Andrea del Sarto)
La Madonna della Scala è un dipinto a olio su tavola (177x135 cm) di Andrea del Sarto, databile al 1522-1523 circa e conservato nel Museo del Prado di Madrid.

## Storia
L'opera venne commissionata dal banchiere Lorenzo di Bernardo Jacopi, che spiega la presenza di san Matteo, patrono della sua professione in quanto fu, prima della chiamata tra gli apostoli, esattore delle tasse per l'impero romano (Mt 9, 9).
L'opera entrò nelle collezioni reali all'epoca di Filippo IV, nel XVII secolo. Nel 1819 entrò al Prado, provenendo dal monastero dell'Escorial.

## Descrizione e stile
Alla sommita di alcuni gradini, da cui il nome tradizionale dell'opera, Maria sta in ginocchio e tiene il Bambino, mentre con una mano si regge il velo gonfiato dal vento. Ai suoi piedi stanno san Matteo e un angelo, mentre in lontananza, nello sfondo, si intravedono una donna di spalle che cammina con un bambino (Elisabetta e Giovannino in fuga dalla strage degli Innocenti) e una città fortificata tra le colline.
La struttura del dipinto riprende la classica forma piramidale, con numerose citazioni da Raffaello e Michelangelo. La Vergine col velo ricorda ad esempio la Madonna di Foligno di Raffaello, mentre la monumentalità del san Matteo ricorda le figure di Michelangelo nelle lunette della Cappella Sistina; le citazioni però non sono mai pedisseque e appaiono amalgamate sapientemente nell'equilibrato stile dell'artista.